# Alex Quinn (Rennfahrer)

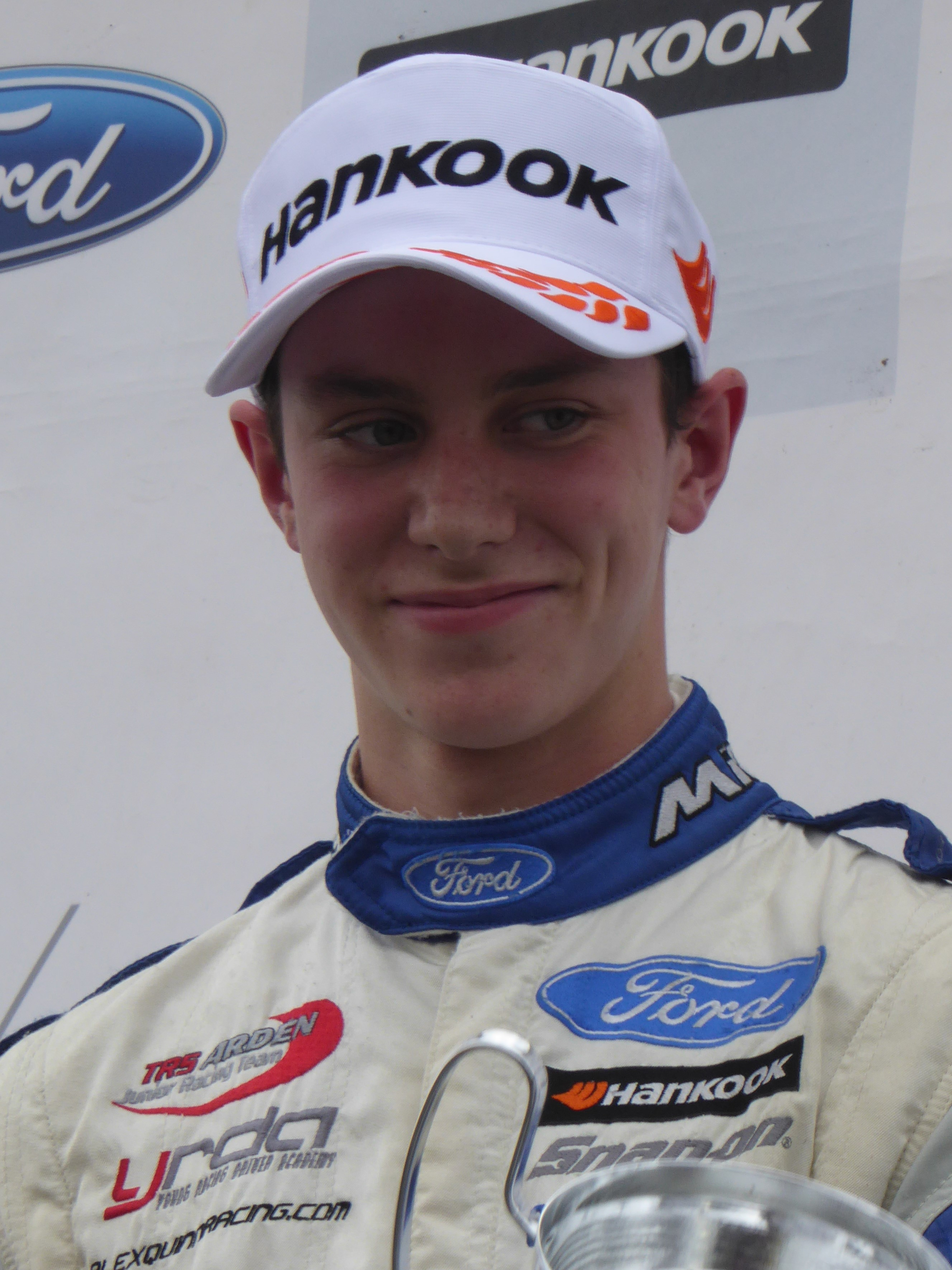
Alex Quinn 2017

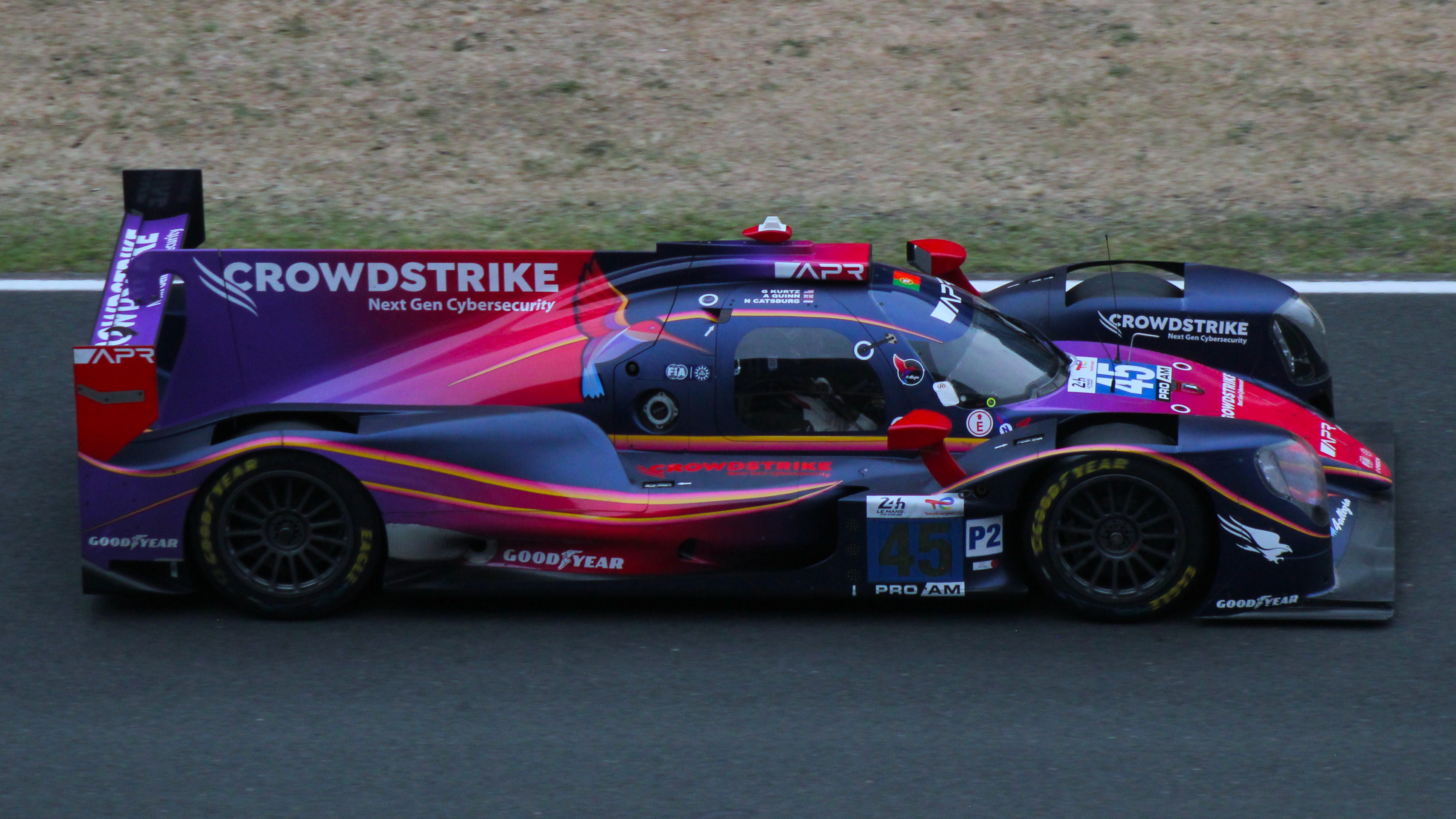
Der von Alex Quinn beim 24-Stunden-Rennen von Le Mans 2025 gefahrene Oreca 07

Alex Quinn (* 29. Dezember 2000 in Truro) ist ein britischer Rennfahrer. Er ist der aktuelle Rookie-Cup-Meister im Formel Renault Eurocup.

## Karriere

### Karting
Quinn wurde in Truro geboren und begann seine Kartkarriere im Jahr 2011. Er nahm an mehreren Meisterschaften wie der Super 1 National Rotax Mini Max Championship teil und gewann mehrere nationale Kartmeisterschaften.

### Niedrigere formeln
Im Jahr 2016 gab Quinn sein Autorennen-Debüt in der Britischen Formel 4-Meisterschaft und fuhr für Fortec Motorsport. Er gewann drei Rennen und wurde zum Rookie-Cup-Sieger gekrönt.
Der britische Fahrer fuhr 2017 weiter in der Britischen Formel 4-Meisterschaft und war Partner von Oscar Piastri und Ayrton Simmons bei TRS Arden. Sein Fahrer würde am Ende den vierten Platz in der Gesamtwertung belegen, Simmons schlagen, aber hinter Piastri abschließen, wobei der Australier Vizemeister wurde.
Quinn trat im selben Jahr auch einmalig in der Britischen BRDC-Formel-3-Meisterschaft an und erzielte mit Lanan Racing in Donington einen Podiumsplatz.

### Britische GT-Meisterschaft
Im Jahr 2018 konkurrierte Quinn in sechs Rennen der Britische GT-Meisterschaft in der GT4-Klasse. Quinn fuhr für Steller Performance und erzielte keine Punkte.

### Formel Renault Eurocup
Zu Beginn des Jahres 2019 konnte Quinn keinen Platz in einer Meisterschaft finden. Mitte der Saison erhielt er jedoch die Möglichkeit, für sein ehemaliges F4-Team Arden Motorsport sein Debüt im Formel Renault Eurocup zu geben. Er fuhr an drei Wochenenden und schaffte es, auf dem Nürburgring und in Katalonien jeweils einen Podestplatz zu erzielen. Quinn wurde 13. in der Endwertung.
Im Jahr 2020 ersetzte Quinn Jackson Walls, der aufgrund von COVID-19-Reisebeschränkungen nicht nach Europa reisen konnte. Quinn holte sich die Pole-Position für das erste Saisonrennen, holte während der gesamten Saison insgesamt fünf Podestplätze und gewann das zweite Rennen in Spa und verhalf ihm damit zum vierten Platz in der Fahrerwertung. Er gewann auch den Rookie-Titel.

## Statistik

### Le-Mans-Ergebnisse
| Jahr | Team                | Fahrzeug | Teamkollege    | Teamkollege    | Platzierung | Ausfallgrund |
| ---- | ------------------- | -------- | -------------- | -------------- | ----------- | ------------ |
| 2024 | Orlen Team AO by TF | Oreca 07 | P. J. Hyett    | Louis Delétraz | Rang 20     |              |
| 2025 | Algarve Pro Racing  | Oreca 07 | Nicky Catsburg | George Kurtz   | Rang 30     |              |

### Sebring-Ergebnisse
| Jahr | Team                      | Fahrzeug | Teamkollege | Teamkollege      | Platzierung | Ausfallgrund |
| ---- | ------------------------- | -------- | ----------- | ---------------- | ----------- | ------------ |
| 2023 | PR1 Mathiasen Motorsports | Oreca 07 | Ben Keating | Paul-Loup Chatin | Rang 5      |              |

### Einzelergebnisse in der FIA-Langstrecken-Weltmeisterschaft
| Saison | Team               | Rennwagen | 1   | 2   | 3   | 4   | 5   | 6   | 7   | 8   |
| ------ | ------------------ | --------- | --- | --- | --- | --- | --- | --- | --- | --- |
| 2024   | Orlen Team         | Oreca 07  | KAT | IMO | SPA | LEM | SAO | AUS | FUJ | BAH |
| 2024   | Orlen Team         | Oreca 07  | 20  |     |     |     |     |     |     |     |
| 2025   | Algarve Pro Racing | Oreca 07  | KAT | IMO | SPA | LEM | SAO | AUS | FUJ | BAH |
| 2025   | Algarve Pro Racing | Oreca 07  | 30  |     |     |     |     |     |     |     |